# Sumpa-khenpo Yeshé-Paljor
Sumpa-khenpo Yeshé-Paljor (tibétain : སུམ་པ་ཡེ་ཤེས་དཔལ་འབྱོར་, Wylie : sum pa ye shes dpal 'byor, né en 1704, décédé en 1788) est un Mongol oïrat du Khokhonor (actuelle province du Qinghai, en République populaire de Chine. Il est également un Sumpa-khenpo, chef religieux de l'école gelugpa du bouddhisme tibétain chez les Mongours.
Il a notamment rédigé en tibétain les « Annales de Khokhonor », décrivant les guerres opposant les différentes tribus mongoles et tibétaines à l'Empire mandchou de la dynastie Qing.